# 오스만령 이라크
오스만령 이라크는 이라크의 역사에서 1534년 ~ 1704년과 1831년 ~ 1920년간 오스만 제국이 통치했던 시기를 의미한다.
개혁 이전(1534년 ~ 1704년), 이라크는 바그다드 주 지방으로 통치하고 있었다.
오스만령 이라크는 나중에 3개 주로 구분된다(1831년 ~ 1920년).
- 모술 빌라예트
- 바그다드 빌라예트
- 바스라 빌라예트

제1차 세계 대전 기간 동안, 대영 제국이 이 지방을 침공했고 이는 메소포타미아 전역으로 알려져 있다. 이 전쟁은 1914년 바스라 전투부터 시작했고 그 해 내내 계속되었다. 가장 주목할만한 전투는 147일간의 포위전 후 1916년 4월 영국군 및 영국령 인도 제국군이 항복한 쿠트 포위전이다. 이 전투에서 연합군 11,800명이 포로로 잡힌다. 오스만 수비대가 포위하는 동안 4,250명이 질병으로 사망했다.

## 바그다드 빌라예트의 지도 (탄지마트 개혁 이전)
바그다드 빌라예트의 지도 (탄지마트 개혁 이전)
- 1696년 알렉시스 허버트 야빌리트가 그린 주 지방.
- 1730년 조슈아 오텐스가 그린 지도
- 1740년 메테우스 세우틀러가 그린 지도
- 1771년
- 1794년
- 1801년 (Cary)
- 1813년 (Pinkerton), showing Eyalets
- 1827년 (Finley)
- 1835년 (Bradford)
- 1849년 (Mitchell), showing Eyalets

## 바그다드 빌라예트의 지도 (탄지마트 개혁 이후)
바그다드 빌라예트의 지도 (탄지마트 개혁 이후)
- 1855년
- 1873년
- 1893년
- 1900년 에드워트 스텐포드가 그린 지도

## 같이 보기
- 이라크 맘루크 왕조
- 영국 위임통치령 메소포타미아
- 사이크스 피코 협정